# هنريتا أونيل
هنريتا أونيل (بالإنجليزية: Henrietta O'Neill)‏ هي كاتِبة وشاعرة أيرلندية، ولدت في 1758، وتوفيت في 1793.